# Kohlschwarz
Kohlschwarz war eine Gemeinde mit 705 Einwohnern (Stand: 31. Oktober 2013) im Gerichtsbezirk bzw. Bezirk Voitsberg in der Steiermark. Ab 1. Jänner 2015 ist sie im Rahmen der Gemeindestrukturreform in der Steiermark mit den Gemeinden Kainach bei Voitsberg und Gallmannsegg zusammengeschlossen, die neue Gemeinde führt den Namen Kainach bei Voitsberg weiter.

## Geschichte
Kohlschwarz liegt westlich von Graz. Als Gemeinde bestand es bis Ende 2014 aus den beiden Orten Kohlschwarz und Hemmerberg. Kohlschwarz wird zum ersten Mal in einem Kaufvertrag vom 28. Dezember 1776 erwähnt.

## Kultur und Sehenswürdigkeiten
- Zehenthof Storchenschlössel in Hemmerberg
- Schaubergwerk Sunfixlhöhle

## Persönlichkeiten
- Sophie Bauer (geb. 1939), Politikerin der SPÖ, Abgeordnete zum Nationalrat 1991–2002
- Gustav Troger (geb. 1951), Maler und Bildhauer